# Lake Barcroft
Lake Barcroft é uma Região censo-designada localizada no estado norte-americano da Virgínia, no Condado de Fairfax.

## Demografia
Segundo o censo norte-americano de 2000, a sua população era de 8906 habitantes.

## Geografia
De acordo com o United States Census Bureau tem uma área de 7,0 km², dos quais 6,4 km² cobertos por terra e 0,6 km² cobertos por água.

## Localidades na vizinhança
O diagrama seguinte representa as localidades num raio de 4 km ao redor de Lake Barcroft.